# Giovanni di Leiningen-Dagsburg-Falkenburg
Giovanni Carlo Augusto, Conte di Leiningen-Dagsburg-Falkenburg (tedesco: Johann Karl August von Leiningen-Dagsburg; Mülheim an der Ruhr, 19 marzo 1662 – Mülheim an der Ruhr, 13 novembre 1698), è stato un nobiluomo tedesco.
Per discendenza, fu Conte di Leiningen e Dagsburg, per eredità, fu Signore di Broich, Oberstein e Bürgel.
Giovanni Carlo Augusto era un figlio del Conte Giorgio Guglielmo di Leiningen-Dagsburg (8 marzo 1636, Heidesheim am Rhein - 18 luglio 1672, Oberstein) e di sua moglie, la Contessa Anna Elisabeth von Daun-Falkenstein (1º gennaio 1636 - 4 giugno 1685, Castello di Broich), figlia di Wilhelm Wirich von Daun-Falkenstein (1613-1682) ed Elisabeth von Waldeck-Wildungen (1610-1647).

## Matrimonio e figli
Il 13 dicembre 1685 sposò nel Castello di Babenhausen Giovanna Maddalena (18 dicembre 1660, Bischofsheim am Hohen Steg - 21 agosto 1715, Hanau), figlia di Giovanni Reinardo II di Hanau-Lichtenberg (1628–1666) e di sua moglie, Anna Maddalena, Contessa Palatina di Zweibrücken-Birkenfeld (1640–1693). Ebbero i seguenti figli:
- Anna Dorotea Carlotta (nata l'11 agosto 1687 nel Castello di Broich; morta giovane)
- Alessandrina Caterina (21 agosto 1688 - novembre 1708)
- Sofia Maddalena (14 aprile 1691 - 18 marzo 1727); sposò nel settembre 1713 nel Castello di Broich Giovanni Carlo Ludovico di Salm-Grumbach (20 giugno 1686 - 21 ottobre 1740), figlio del Conte Federico Guglielmo di Salm-Grumbach (1644-1706) e di sua moglie, la Contessa Luisa di Leiningen (1654-1723)
- Maria Cristina Felicita (29 dicembre 1692 - 3 giugno 1734); sposò in prime nozze il 4 dicembre 1711 il Principe Cristoforo di Baden-Durlach (9 ottobre 1684 - 2 maggio 1723), figlio di Federico VII, Margarvio di Baden-Durlach (1647-1709) e di sua moglie, la Principessa Augusta Maria di Schleswig-Holstein-Gottorp (1649-1728); sposò in seconde nozze il 29 maggio 1727 Giovanni Guglielmo, Duca di Sassonia-Eisenach (17 ottobre 1666 - 14 gennaio 1729), figlio di Giovanni Giorgio I, Duca di Sassonia-Eisenach (1634-1686) e di sua moglie, la Contessa Giovannetta di Sayn-Wittgenstein (1626-1701)
- Guglielmo Cristiano Reinardo (30 novembre 1693 - 1º dicembre 1693)
- Cristiano Carlo Reinardo (7 luglio 1695 - 17 novembre 1766); sposò il 27 novembre 1726 Caterina Polissena di Solms-Rödelheim (30 gennaio 1702 - 29 marzo 1765), figlia del Conte Ludovico di Solms-Rödelheim (1664-1716) e di sua moglie, la Contessa Carlotta Sibilla di Ahlefeldt-Rixinger (1672-1716)
- Giovanni Guglielmo Ludovico (5 aprile 1697 - novembre 1742); sposò nel 1730 Sofia Eleonora (1710 - 19 giugno 1768), figlia del Conte Leopold Emich di Leiningen (1685-1719) e di sua moglie, la Contessa Carlotta Amalia di Leiningen (1682-1729)

## Ascendenza
|                                                               |                                                   |                                             | Genitori                                      |  |  | Nonni |  |  | Bisnonni                                                 |  |  | Trisnonni                                            |  |
|                                                               |                                                   |                                             |                                               |  |  |       |  |  | 8. Johann Ludwig, conte di Leiningen-Dagsburg-Falkenburg |  |  | 16. Emich XI, conte di Leiningen-Dagsburg-Falkenburg |  |
|                                                               |                                                   |                                             |                                               |  |  |       |  |  | 8. Johann Ludwig, conte di Leiningen-Dagsburg-Falkenburg |  |  | 16. Emich XI, conte di Leiningen-Dagsburg-Falkenburg |  |
|                                                               |                                                   | 17. Ursula von Fleckenstein                 |                                               |  |  |       |  |  | 8. Johann Ludwig, conte di Leiningen-Dagsburg-Falkenburg |  |  |                                                      |  |
| 4. Emich XIII, conte di Leiningen-Dagsburg-Falkenburg         |                                                   |                                             |                                               |  |  |       |  |  | 8. Johann Ludwig, conte di Leiningen-Dagsburg-Falkenburg |  |  |                                                      |  |
|                                                               |                                                   | 9. Maria Barbara von Sulz                   | 18. Karl Ludwig, conte di Sulz                |  |  |       |  |  |                                                          |  |  |                                                      |  |
|                                                               |                                                   | 9. Maria Barbara von Sulz                   | 18. Karl Ludwig, conte di Sulz                |  |  |       |  |  |                                                          |  |  |                                                      |  |
|                                                               |                                                   | 9. Maria Barbara von Sulz                   | 19. Dorothea Katharina zu Sayn                |  |  |       |  |  |                                                          |  |  |                                                      |  |
| 2. Georg Wilhelm, conte di Leiningen-Dagsburg-Falkenburg      |                                                   | 9. Maria Barbara von Sulz                   |                                               |  |  |       |  |  |                                                          |  |  |                                                      |  |
|                                                               |                                                   | 10. Albrecht Otto I, conte di Solms-Laubach | 20. Johann Georg I, conte di Solms-Laubach    |  |  |       |  |  |                                                          |  |  |                                                      |  |
|                                                               |                                                   | 10. Albrecht Otto I, conte di Solms-Laubach | 20. Johann Georg I, conte di Solms-Laubach    |  |  |       |  |  |                                                          |  |  |                                                      |  |
|                                                               |                                                   | 10. Albrecht Otto I, conte di Solms-Laubach | 21. Margarethe von Schönburg-Glauchau         |  |  |       |  |  |                                                          |  |  |                                                      |  |
| 5. Christiane zu Solms-Laubach                                |                                                   | 10. Albrecht Otto I, conte di Solms-Laubach |                                               |  |  |       |  |  |                                                          |  |  |                                                      |  |
|                                                               |                                                   | 11. Anna von Hessen-Darmstadt               | 22. Georg I, langravio d'Assia-Darmstadt      |  |  |       |  |  |                                                          |  |  |                                                      |  |
|                                                               |                                                   | 11. Anna von Hessen-Darmstadt               | 22. Georg I, langravio d'Assia-Darmstadt      |  |  |       |  |  |                                                          |  |  |                                                      |  |
|                                                               |                                                   | 11. Anna von Hessen-Darmstadt               | 23. Magdalena zur Lippe                       |  |  |       |  |  |                                                          |  |  |                                                      |  |
| 1. Johann Karl August, conte di Leiningen-Dagsburg-Falkenburg |                                                   | 11. Anna von Hessen-Darmstadt               |                                               |  |  |       |  |  |                                                          |  |  |                                                      |  |
|                                                               | 12. Johann Adolf, conte di Daun-Falkenstein-Bruch | 24. Wirich VI, conte di Falkenstein         |                                               |  |  |       |  |  |                                                          |  |  |                                                      |  |
|                                                               | 12. Johann Adolf, conte di Daun-Falkenstein-Bruch | 24. Wirich VI, conte di Falkenstein         |                                               |  |  |       |  |  |                                                          |  |  |                                                      |  |
|                                                               | 12. Johann Adolf, conte di Daun-Falkenstein-Bruch | 25. Elisabeth von Manderscheid-Blankenheim  |                                               |  |  |       |  |  |                                                          |  |  |                                                      |  |
| 6. Wilhelm Wirich, conte di Daun-Falkenstein                  | 12. Johann Adolf, conte di Daun-Falkenstein-Bruch |                                             |                                               |  |  |       |  |  |                                                          |  |  |                                                      |  |
|                                                               |                                                   | 13. Anna Maria von Nassau-Siegen            | 26. Johann VII, conte di Nassau-Siegen        |  |  |       |  |  |                                                          |  |  |                                                      |  |
|                                                               |                                                   | 13. Anna Maria von Nassau-Siegen            | 26. Johann VII, conte di Nassau-Siegen        |  |  |       |  |  |                                                          |  |  |                                                      |  |
|                                                               |                                                   | 13. Anna Maria von Nassau-Siegen            | 27. Magdalene von Waldeck                     |  |  |       |  |  |                                                          |  |  |                                                      |  |
| 3. Anna Elisabeth von Daun-Falkenstein                        |                                                   | 13. Anna Maria von Nassau-Siegen            |                                               |  |  |       |  |  |                                                          |  |  |                                                      |  |
|                                                               |                                                   | 14. Christian, conte di Waldeck-Wildungen   | 28. Josias I, conte di Waldeck                |  |  |       |  |  |                                                          |  |  |                                                      |  |
|                                                               |                                                   | 14. Christian, conte di Waldeck-Wildungen   | 28. Josias I, conte di Waldeck                |  |  |       |  |  |                                                          |  |  |                                                      |  |
|                                                               |                                                   | 14. Christian, conte di Waldeck-Wildungen   | 29. Maria von Barby-Mühlingen                 |  |  |       |  |  |                                                          |  |  |                                                      |  |
| 7. Elisabeth von Waldeck                                      |                                                   | 14. Christian, conte di Waldeck-Wildungen   |                                               |  |  |       |  |  |                                                          |  |  |                                                      |  |
|                                                               |                                                   | 15. Elisabeth von Nassau-Siegen             | 30. Johann VII, conte di Nassau-Siegen (= 26) |  |  |       |  |  |                                                          |  |  |                                                      |  |
|                                                               |                                                   | 15. Elisabeth von Nassau-Siegen             | 30. Johann VII, conte di Nassau-Siegen (= 26) |  |  |       |  |  |                                                          |  |  |                                                      |  |
|                                                               |                                                   | 15. Elisabeth von Nassau-Siegen             | 31. Magdalene von Waldeck (= 27)              |  |  |       |  |  |                                                          |  |  |                                                      |  |
|                                                               |                                                   | 15. Elisabeth von Nassau-Siegen             |                                               |  |  |       |  |  |                                                          |  |  |                                                      |  |

| Controllo di autorità | VIAF (EN) 80255315 · CERL cnp01145639 · GND (DE) 135798205 |